# Przełęcz Magurska
Przełęcz Magurska (słow. Magurské sedlo, 949 m) – przełęcz w północnej części Słowacji, usytuowana w grani głównej Magury Spiskiej. Znajduje się pomiędzy szczytem Spádik (1088 m) a Jaworem (942 m). Przez Przełęcz Magurską poprowadzono drogę krajową nr 542 z Białej Spiskiej do Spiskiej Starej Wsi. Rejon przełęczy jest odkryty, dzięki czemu rozciągają się stąd dość szerokie widoki. Na przełęczy znajduje się niewielki parking, wiata i ławki dla turystów. Często zatrzymują się tutaj kierowcy samochodów. Obok szosy i parkingu znajduje się łemkowski krzyż.
Przełęcz Magurska dzieli długi grzbiet Magury Spiskiej (ponad 30 km) na dwie części: część zachodnią, przez Słowaków nazywaną Repiskiem – tak jak jej najwyższy szczyt (Rzepisko, 1259 m) i część wschodnią, przez Słowaków nazywaną Veterný vrch – tak jak najwyższy szczyt (Wietrzny Wierch, 1111 m).

## Szlaki turystyczne
niebieski: Przełęcz Magurska – Jawor – Przełęcz Toporzecka – Kamieniarka – Riňava – Plontana – Sovia poľana – Drużbaki Wyżne. 4.30 h

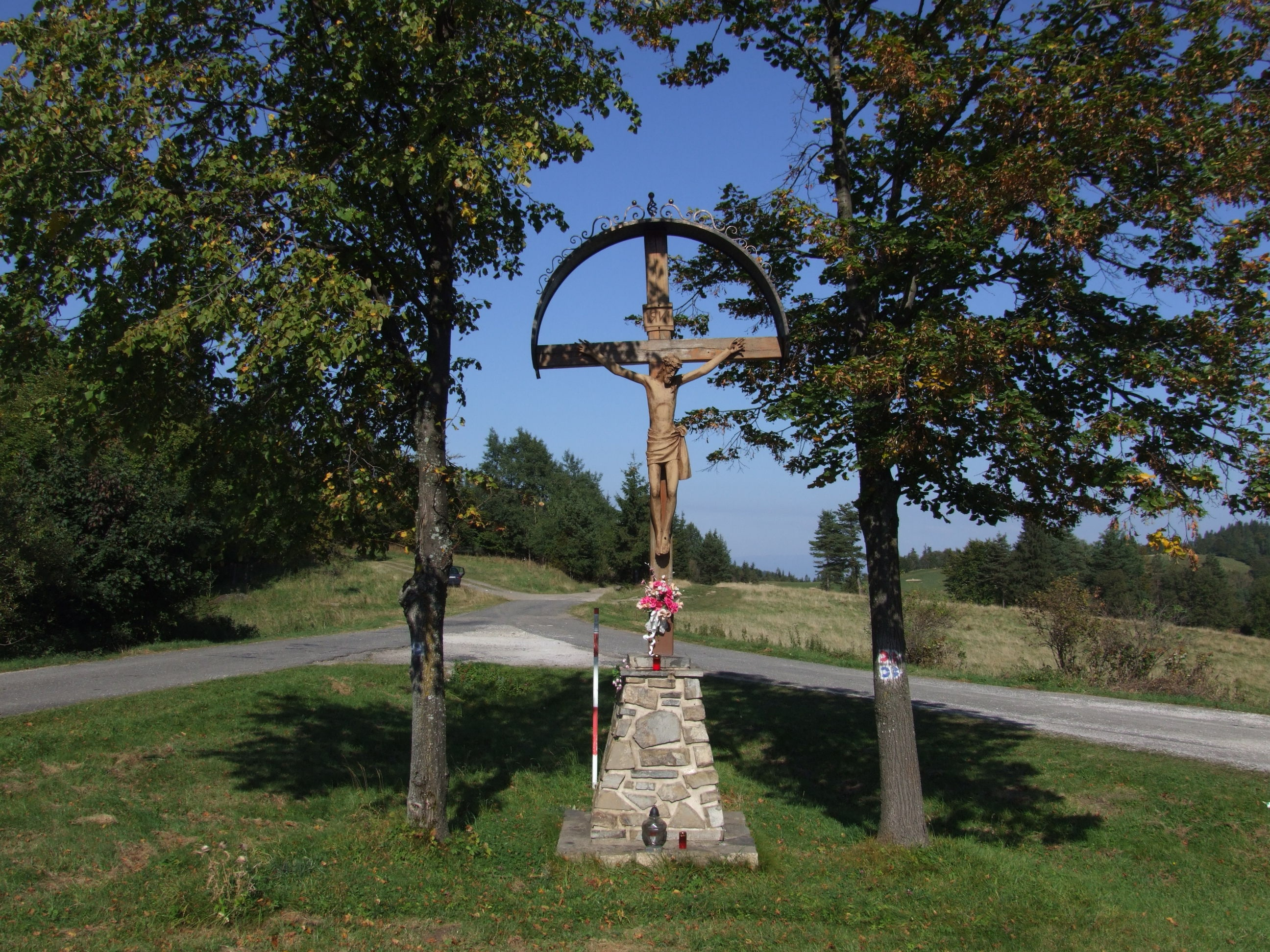
Łemkowski krzyż na przełęczy

  niebieski: Przełęcz Magurska – Smreczyny Bukovina – Magurka – Średnica w Zdziarze. 6.50 h